# Список генералов Третьего Болгарского царства
Список генералов и адмиралов Болгарского царства, получивших эти звания в период с 1879 по 1946 год. Фамилии офицеров расположены в алфавитном порядке, также указано воинское звание и год получения этого звания. В Третьем Болгарском царстве высшими воинскими званиями в армии являлись:
- генерал-майор
- генерал-лейтенант
- полный генерал (т.е. генерал соответствующего рода войск: от артиллерии, от пехоты, от кавалерии).

В военно-морских силах:
- контр-адмирал
- вице-адмирал
- адмирал

| # А Б В Г Д Е Ё Ж З И К Л М Н О П Р С Т У Ф Х Ц Ч Ш Щ Э Ю Я |

## Список

### А
- Абаджиев, Георги — генерал-майор (1913)
- Аврамов, Иван — генерал-майор (1921)
- Агура, Георги — генерал-майор (1900)
- Азманов, Стефан — генерал-майор (1918)
- Атанасов, Рашко — генерал-майор (1935)

### Б
- Бакырджиев, Никола — генерал пехоты (1934)
- Балабанов, Бончо — генерал-майор (1900)
- Балкански, Миленко — генерал-майор (1917)
- Бацаров, Иван — генерал-майор (1917)
- Белов, Стефан — генерал-майор (1917)
- Блысков, Андрей — генерал-майор (1904)
- Бойчев, Янко генерал
- Бончев, Иван — генерал-майор (1918)
- Богданов, Стефан — генерал-лейтенант (1920)
- Босилков, Любомир — генерал-майор (1930)
- Ботев, Кирил — генерал-лейтенант (1912)
- Бочаров, Стефан — генерал-майор (1910)
- Бочев, Никола — генерал-майор (1900)
- Бошнаков, Георги — генерал-майор (1918)
- Бояджиев, Климент — генерал-лейтенант (1915)
- Брадистилов, Стою — генерал-лейтенант (1917)
- Бурмов, Христо — генерал-лейтенант (1936)
- Бырнев, Панайот — генерал-лейтенант (1918)

### В
- Вазов, Владимир — генерал-лейтенант (1920)
- Вазов, Георги — генерал-лейтенант (1913)
- Вариклечков, Иван — контр-адмирал (1937)
- Василев, Вылко — генерал-майор (1916)
- Ватев, Анастас — генерал-майор (1930)
- Велчев, Дамян — генерал-полковник (1945)
- Велчев, Вылко — генерал-майор (1901)
- Венедиков, Йордан — генерал-майор (1935)
- Винаров, Вырбан — генерал-майор (1900)
- Вылков, Иван — генерал пехоты (1928)
- Вылнаров, Димитр — генерал-майор (1907)

### Г
- Ганев, Антон — генерал-майор
- Генев, Никола — генерал-лейтенант
- Георгиев, Константин — генерал-майор (1920)
- Георгиев, Тодор — генерал-лейтенант (1934)
- Гешов, Димитр — генерал пехоты (1919)

### Д
- Давидов, Александр — генерал-майор (1925)
- Даскалов, Владимир — генерал-майор (1935)
- Даскалов, Теодоси — генерал пехоты (1942)
- Делов, Васил — генерал-майор (1913)
- Джеров, Климент — генерал-майор (1916)
- Диков, Вичо — генерал-лейтенант (1913)
- Димитриев, Илия — генерал-майор (1908)
- Дмитриев, Радко — генерал-лейтенант (1912)
- Дипчев, Иван — генерал-майор (1934)
- Донков, Иван — генерал-майор (1935)
- Драганов, Янко — генерал-лейтенант (1917)

### Ж
- Жеков, Никола — генерал пехоты (1936)
- Желявски, Никола — генерал-лейтенант (1918)
- Жостов, Константин — генерал-майор (1915)

### З
- Загорски, Стоян — генерал-лейтенант (1918)
- Заимов, Владимир — генерал-майор (1935)
- Зафиров, Атила — генерал-майор (1917)
- Златарев, Крыстю — генерал-лейтенант (1919)
- Златев, Петко — генерал-лейтенант (1934)

### И
- Иванов, Георгий — генерал-майор (1909)
- Иванов, Никола — генерал пехоты (1936)
- Ильев, Стефан — генерал-майор (1900)

### Й
- Йовов, Михаил — генерал-майор (1933)

### К
- Каблешков, Никола — генерал-майор (1920)
- Кантарджиев, Тодор — генерал-лейтенант (1917)
- Караиванов, Симеон — генерал-майор (1907)
- Кацаров, Димитр — генерал-майор (1918)
- Кирков, Димитр — генерал-майор (1912)
- Кирков, Константин — генерал-майор (1918)
- Киселёв, Пантелей — генерал пехоты (1920)
- Кисьов, Александр — генерал кавалерии (1931)
- Ковачев, Стилиян — генерал пехоты (1936)
- Колев, Иван — генерал-лейтенант (1917)
- Колев, Крум — генерал-майор (1944)
- Константинов, Асен — генерал-майор (1936)
- Крайовски, Станислав — генерал-майор (1935)
- Кратунков, Георги — генерал-майор (1923)
- Кутинчев, Васил — генерал пехоты (1918)
- Кюркчиев, Григор — генерал-майор (1917)
- Кючуков, Иван — генерал-майор (1930)

### Л
- Лазаров, Велизар — генерал пехоты (1929)
- Лилков, Христо — генерал-майор (1944)
- Личев, Гаврил — генерал-майор (1923)
- Лолов, Петар — генерал-майор (1917)
- Лукаш, Константин — генерал-лейтенант (1940)
- Луков, Иван — генерал-лейтенант (1920)
- Луков, Христо Николов — генерал-лейтенант (1938)
- Луков, Христо Цонев — генерал-майор (1907)
- Любомски, Стефан — генерал-майор (1892)

### М
- Манов Георги — генерал-майор (1918)
- Маринков, Сотир — генерал-лейтенант (1933)
- Маринов, Иван — генерал-лейтенант (1944)
- Маринов, Крыстю — генерал-майор (1900)
- Марков, Георги — генерал-полковник (1935)
- Марков, Иван — генерал-майор (1919)
- Марков, Никола — генерал-лейтенант (1937)
- Марков, Петар — генерал кавалерии (1918)
- Марков, Тодор — генерал-майор (1917)
- Мархолев, Генко — генерал-майор (1936)
- Марчин, Георги — генерал-майор (1913)
- Мидилев, Петар — генерал-майор (1930)
- Митов, Тодор — генерал-майор (1915)
- Михов, Никола — генерал-лейтенант (1942)
- Муткуров, Сава — генерал-майор (1891)

### Н
- Назлымов, Атанас — генерал-лейтенант (1918)
- Найденов, Калин — генерал-лейтенант (1917)
- Недев, Никола — генерал-майор (1935)
- Недялков, Христо — генерал-лейтенант (1919)
- Нерезов, Стефан — генерал пехоты (1920)
- Никифоров, Никифор — генерал-лейтенант (1912)
- Николаев, Данаил — генерал пехоты (1909)
- Николов, Асен — генерал-майор (1917)
- Николов, Асен Н. — генерал-лейтенант (1943)
- Николов, Коста — генерал-майор (1937)

### П
- Павлов, Павел — генерал-майор (1919)
- Паков, Христо — генерал-майор (1936)
- Пападопов, Асен — генерал-майор (1914)
- Паприков, Стефан — генерал-лейтенант (1908)
- Пеев, Йордан — генерал-майор (1936)
- Пеев, Панайот — генерал-майор (1905)
- Перниклийски, Димитр — генерал-майор (1917)
- Петров, Иван — генерал-майор (1917)
- Петров, Никола — генерал-майор (1900)
- Петров, Рачо — генерал пехоты (1936)
- Петрунов, Христо — генерал-майор (1900)
- Писаров, Никола — генерал-майор (1919)
- Попов, Георги — генерал от артиллерии (1941)
- Попов, Иван — генерал-майор (1909)
- Попов, Стефан — генерал-майор (1918)
- Попов, Христо — генерал-лейтенант (1919)
- Протогеров, Александр — генерал-лейтенант
- Пушкаров, Стоян — генерал-майор (1918)

### Р
- Радев, Тодор — генерал-майор (1934)
- Радойков, Станчо — генерал-майор (1917)
- Рибаров, Никола — генерал-лейтенант (1917)
- Русев, Иван — генерал-майор (1917)
- Русев, Руси — генерал от артиллерии (1944)
- Рясков, Никола — генерал-майор (1905)

### С
- Савов, Сава — генерал пехоты (1919)
- Савов, Михаил — генерал-лейтенант (1908)
- Сапов, Георги — генерал-майор (1928)
- Сапунаров, Михаил — генерал-майор (1918)
- Сарафов, Иван — генерал-майор (1905)
- Сираков, Радой — генерал-майор (1906)
- Сирманов, Иеротей — генерал-майор (1918)
- Славков, Райчо — генерал-лейтенант (1944)
- Славчев, Стефан — генерал-лейтенант
- Соларов, Константин — генерал пехоты (1934)
- Станимиров, Никола — генерал-майор (1928)
- Стефанов, Атанас — генерал-лейтенант (1943)
- Стефанов, Сава — контр-адмирал (1935)
- Стойков, Иван — генерал-майор (1917)
- Стойнев, Георги — генерал-майор (1917)
- Стойчев, Владимир — генерал-лейтенант (1944)
- Стойчев, Никола — генерал-лейтенант (1942)
- Стоянов, Владимир — генерал-майор (1925)

### Т
- Табаков, Иван — генерал-майор (1918)
- Танев, Александр — генерал-лейтенант (1918)
- Танинчев, Владимир — генерал-майор от артиллерии
- Тановски, Георги — генерал-майор (1936)
- Тантилов, Петар — генерал-лейтенант (1918)
- Тасев, Стефан — генерал-майор (1917)
- Тенев, Православ — генерал пехоты (1918)
- Тодоров, Атанас — генерал-майор (1913)
- Тодоров, Георгий — генерал пехоты (1917)
- Топалджиков, Никола — генерал-майор (1923)
- Тошев, Стефан — генерал пехоты (1917)
- Трифонов, Трифон — генерал-майор (1943)

### Ф
- Фичев, Иван — генерал-лейтенант (1914)

### Х
- Хаджипетков, Никола — генерал-лейтенант (1940)
- Хесапчиев, Христофор — генерал-майор (1910)
- Христов, Павел — генерал пехоты (1917)
- Христов, Атанас — генерал-майор (1924)

### Ц
- Цанев, Стефан — генерал-лейтенант (1936)
- Ценов, Пантелей — генерал-лейтенант (1918)
- Церковски, Ваклин — генерал-майор (1907)
- Цончев, Иван — генерал-майор (1901)
- Цыклев, Петко — генерал-майор (1918)

### Ч
- Чаракчиев, Христо — генерал-майор (1917)

### Ш
- Шкойнов, Иван — генерал-майор (1919)

### Я
- Янков, Симеон — генерал-майор (1910)
- Янчулев, Кирил — генерал-майор (1943)